# Aioliops megastigma
Aioliops megastigma är en fiskart som beskrevs av Rennis och Hoese, 1987. Aioliops megastigma ingår i släktet Aioliops och familjen Ptereleotridae. Inga underarter finns listade i Catalogue of Life.